# ロマン・ヴァラディエール＝ピカール
ロマン・ヴァラディエール＝ピカール（Romain Valadier Picard　2002年7月20日- ）はフランス出身の柔道選手。階級は60kg級。

## 経歴
2018年のユースオリンピック55㎏級で5位だった。2019年のヨーロッパカデ50㎏級で優勝すると、ヨーロッパユースオリンピックフェスティバルで3位、世界カデでは2位となった。2021年のヨーロッパジュニア60㎏級で優勝すると、 世界ジュニアでは3位になった。2022年の世界ジュニアでも3位だった。2023年のグランプリ・リンツでIJFワールド柔道ツアー初優勝を飾った。2024年の世界選手権では7位、地元で開催されたパリオリンピックにはより活躍していたルカ・ムハイジェがいたため出場できなかった。2025年のグランドスラム・パリで優勝すると、世界選手権では決勝まで進むも、永山竜樹に合技で敗れて2位だった。
IJF世界ランキングは2282ポイント獲得で26位(25/6/2現在)。

## 主な戦績
- 2018年 - ユースオリンピック　5位(55㎏級)
- 2019年 - ヨーロッパカデ　優勝(50㎏級)
- 2019年 - ヨーロッパユースオリンピックフェスティバル　3位(50㎏級)
- 2019年 - 世界カデ　2位(50㎏級)
- 2020年 - ヨーロッパジュニア　3位
- 2021年 - ヨーロッパジュニア　優勝
- 2021年 - 世界ジュニア　3位
- 2021年 - グランドスラム・パリ　3位
- 2022年 - グランドスラム・ブダペスト　3位
- 2022年 - 世界ジュニア　3位
- 2023年 - ヨーロッパオープン・ワルシャワ　優勝
- 2023年 - グランプリ・リンツ　優勝
- 2023年 - グランドスラム・ウランバートル　2位
- 2023年 - グランドスラム・バクー　3位
- 2023年 - ヨーロッパ選手権　3位
- 2024年 - グランドスラム・タシケント　3位
- 2024年 - 世界選手権　7位
- 2025年 - グランドスラム・パリ　優勝
- 2025年 - 世界選手権　2位

(出典、JudoInside.com)